# آنا لایوسکا
آنا لایِوسکا (اوکراینی: Ганна Сергіївна Лаєвська) بازیگر و خوانندهٔ اوکراینی-مکزیکی است. وی در شهر کی‌یف متولد شد. خانوادهٔ وی در سال ۱۹۸۷ به مسکو و در سال ۱۹۹۱ به مکزیک مهاجرت کردند. سریال هایی که در آن ایفای نقش کرده میتوان اشاره نمود querida enemiga دشمن عزیز ، در نقش لورینا ، محصول مکزیک ، پخش شده از شبکه پی ام سی خانواده. el fantasma de elena روح النا ، نقش ها (النا کالسانو،دانیلا کالسانو) ، این سریال محصول آمریکا بود و از شبکه جم پخش شد.